# Grand Prix de la Ville de Lillers 2011
La Grand Prix de la Ville de Lillers 2011, quarantasettesima edizione della corsa e valida come evento dell'UCI Europe Tour 2011 categoria 1.2, si svolse il 6 marzo 2011 su un percorso totale di circa 171 km. Fu vinto dal francese Denis Flahaut che terminò la gara in 4h08'13", alla media di 41,335 km/h.
All'arrivo 85 ciclisti portarono a termine il percorso.

## Ordine d'arrivo (Top 10)
| Pos. | Corridore              | Squadra        | Tempo    |
| ---- | ---------------------- | -------------- | -------- |
| 1    | Denis Flahaut          | Roubaix        | 4h08'13" |
| 2    | Fabien Bacquet         | BigMat         | s.t.     |
| 3    | Nikola Aistrup         | Concordia      | s.t.     |
| 4    | Stéphane Bonsergent    | Bretagne       | s.t.     |
| 5    | Pirmin Lang            | Atlas Personal | s.t.     |
| 6    | Steve Chainel          | FDJ            | s.t.     |
| 7    | Mathieu Drujon         | BigMat         | s.t.     |
| 8    | Felix Rinker           | Atlas Personal | s.t.     |
| 9    | Viatcheslav Kouznetsov | Itera-Katusha  | s.t.     |
| 10   | Troels Vinther         | Glud & Marst.  | s.t.     |